# Bloemlezing
Bloemlezing is de literaire term voor een verzameling van de mooiste en beste stukken uit poëzie of proza. Ook wel: anthologie (Grieks: 'anthologia'), florilegium (Latijn voor 'bloemlezing') of analecta (Grieks voor 'uitgelezen stukken'). Een ander woord voor bloemlezing is chrestomathie. Het woord 'bloemlezing' kwam in de achttiende eeuw in zwang als letterlijke vertaling van het Griekse 'anthologia'; voordien gebruikte men wel al het woord 'bloemkrans'.
Een bloemlezing bestaat doorgaans uit werk van meerdere schrijvers, maar kan ook uit het werk van één schrijver zijn samengesteld. Een bloemlezing kan werk bevatten uit een bepaald tijdvak, een bepaalde literaire stroming of een bepaald genre, maar kan ook thematisch zijn. 
Bij bloemlezingen wordt veelal gekozen voor het beste werk van een auteur, met als beperking dat de smaak van de samensteller natuurlijk bepalend is voor de samenstelling. Vandaar dat ze een belangrijke rol spelen bij de vorming van literaire canons. 

## Bloemlezingen uit de Oudheid
- In de vijfde eeuw stelde Johannes Stobaeus een Anthologie samen, een enorme verzameling van citaten uit dichters en prozaschrijvers, waarin vele fragmenten bewaard zijn die uit andere bronnen niet bekend zijn.
- Anthologia Graeca ('Griekse Anthologie'), een verzameling van ca. 4000 Griekse epigrammen die is samengesteld uit twee bloemlezingen uit de Byzantijnse tijd, de Anthologia Palatina en de Anthologia Planudea.
- Konjaku Monogatarishū, een Japanse bloemlezing uit de 12e-eeuwse Heianperiode.

## Bloemlezingen van Neolatijnse poëzie
Janus Gruterus, een Zuid-Nederlander die in 1602 bibliothecaris werd van de beroemde Bibliotheca Palatina in Heidelberg, stelde vier toonaangevende bloemlezingen samen uit de Neolatijnse poëzie. Hij begon met de dichters uit Italië:
- Delitiae CC Italorum poetarum huius superiorisque aevi illustrium (Heerlijkheden van 200 Italische dichters die in deze en de vorige eeuw beroemd waren, Frankfurt 1608).

Daarna volgden de Franse, Duitse en Nederlandse Neolatijnse dichters:
- Delitiae C poetarum Gallorum huius superiorisque aevi illustrium, Frankfurt 1609
- Delitiae poetarum Germanorum huius superiorisque aevi illustrium, Frankfurt 1612
- Delitiae C poetarum Belgicorum, huius superiorisque aevi illustrium, Frankfurt 1614

## Nederlandse moderne poëziebloemlezingen
Na de Eerste Wereldoorlog verscheen voor het eerst de bloemlezing Nieuwe geluiden, samengesteld door Dirk Coster, (1ste druk 1924 - 6de druk 1970). Daarna was lange tijd de Spiegel van de Nederlandse poëzie door Victor E. van Vriesland (1ste druk 1953 - 8ste druk 1986) toonaangevend. Bij de zevende druk in 1979 was het deel Dichters van de twintigste eeuw samengesteld door Hans Warren. Deze bracht vervolgens samen met Mario Molegraaf de Spiegel van de moderne Nederlandse en Vlaamse dichtkunst uit, waarvan in 2005 de 7de druk verscheen.
In 1979 verscheen voor het eerst de bloemlezing Nederlandse poëzie, voluit: De Nederlandse poëzie van de negentiende en twintigste eeuw in duizend en enige gedichten door Gerrit Komrij, die minder representatief was dan de voorafgaande bloemlezingen, maar meer op persoonlijke voorkeuren gebaseerd. Deze bloemlezing deed dan ook het nodige stof opwaaien. Komrij publiceerde ook vergelijkbare bloemlezingen over de 17de en 18de eeuw (1986) en de 12de t/m de 16de eeuw (1994).
Ilja Leonard Pfeijffer bouwde op het werk van Komrij voort met zijn in 2016 verschenen De Nederlandse poëzie van de twintigste en de eenentwintigste eeuw in 1000 en enige gedichten.
Naast deze algemene poëziebloemlezingen waren in de twintigste eeuw de bloemlezingen Atonaal (1951) van Simon Vinkenoog en Nieuwe griffels, schone leien (1954) van Paul Rodenko belangrijk, omdat zij de nieuwe poëzie van de Vijftigers bekendheid gaven.

## Gij zult niet bloemlezen
In het algemeen werkt opname in een bloemlezing voor een dichter statusverhogend. Maar Louis Th. Lehmann sprak de historische woorden: "Gij zult niet bloemlezen". Lehmann zag het bloemlezen als een manier om van dichters te profiteren zonder te betalen voor de auteursrechten of zelfs gedichten op te nemen zonder er toestemming voor te vragen. Hij hoopte met zijn uitspraak dichters ervan te weerhouden mee te werken. Lehmann: "Ik had slechts één volgeling: Lucebert."
Overigens weigerden ook Gerard Reve en Annie M.G. Schmidt opname van hun gedichten in bloemlezingen.

## Enkele andere bloemlezingen

#### Poëzie
Een overzicht van de Nederlandstalige bloemlezingen sinds 1900 geeft de Nederlandse Poëzie Encyclopedie (NPE).
- Atonaal (1951), samengesteld door Simon Vinkenoog en te beschouwen als het manifest van de Vijftigers, met werk van o.a. Hans Lodeizen, Hans Andreus, Remco Campert, Hugo Claus, Jan Elburg, Gerrit Kouwenaar, Lucebert, Paul Rodenko en Bert Schierbeek.
- Gerrit Komrijs Nederlandse Poëzie
- 25 jaar Nederlandstalige poëzie (BnM), bloemlezing van dichters die in de periode van 1980 t/m 2005 debuteerden
- Nick Muller (samenst.) Gedichten die mannen aan het huilen maken. 63 vooraanstaande Nederlandse en Vlaamse mannen over het gedicht dat hen ontroert. Amsterdam, Uitgeverij Prometheus, 2015
- C.J. Aarts en M.C. van Etten (red.): Domweg gelukkig, in de Dapperstraat. De bekendste gedichten uit de Nederlandse literatuur. Amsterdam, Uitgeverij Bert Bakker, 1990
- www.lezenswaard.be: meertalige internationale bloemlezing in het Nederlands, Engels, Frans & Duits. Omvat zo'n 1500 Nederlandstalige dichters en hun belangrijkste werken.

#### Korte verhalen
- Zwagerman, Joost (samenst.): De Nederlandse en Vlaamse literatuur vanaf 1850 in 250 verhalen Amsterdam, Prometheus, 2005, 1597 blz.; bloemlezing proza.

#### Griekse literatuur
- Warren, Hans /  Molegraaf, Mario (samenst.): Spiegel van de Griekse poëzie van oudheid tot heden. Amsterdam, Meulenhof, 1988
- Lateur, Patrick (samenst.): Muze, zeg me ... Bloemlezing Griekse literatuur. Leuven, Davidsfonds/Clauwaert, 1993

#### Vrouwenliteratuur
- Riet Schenkeveld-van der Dussen (hoofdred.), Met en zonder lauwerkrans: schrijvende vrouwen uit de vroegmoderne tijd 1550-1850: van Anna Bijns tot Elise van Calcar. Amsterdam, Amsterdam University Press 1997